# Strandbro
Strandbro är en småort i Borlänge kommun, Dalarnas län belägen i Stora Tuna socken. I Strandbro finns det en bygdegård